# Herendienst
Een herendienst is een dienst die een bepaalde groep personen aan een vorst of edele moet leveren. Herendienst wordt ook wel aangeduid met het Franse woord corvee.

## Herendiensten in de oudheid
In de Bijbel wordt regelmatig gewag gemaakt van herendiensten die aan overwonnen vijanden werden opgelegd.

## Herendiensten in West-Europa
In de Middeleeuwen waren de horigen verplicht om herendiensten aan hun heer te verlenen. Deze bestonden uit een aantal bij contract afgesproken werkdagen. 

### Oorsprong
Wegens de algehele onveilige situatie in Europa na de val van het West-Romeinse Rijk (5e eeuw n.C.), zochten de plattelandsbewoners steun bij gewapende (leen)heren. Slechts een zeer kleine groep bleef onafhankelijk omdat deze bewapend was en een klein grondbezit had (wehrbauer). De leenheren boden in het hofstelsel de plattelandsbewoners bescherming, in ruil voor het opgeven van het bezit. De voortaan onvrije plattelandsbewoners werden verplicht een deel van de oogst af te staan aan de heer en om een aantal dagen op de vroonhoeve te werken.
In de achttiende eeuw heeft Joan Derk van der Capellen tot den Pol zich sterk gemaakt voor de afschaffing van de herendiensten van de boeren in Oost-Nederland.

### Soorten herendienst
- Een aantal vaste dagen per week/jaar werken op het landgoed van de heer.
- Een aantal vaste dagen werken aan de wegen en hekken in het gebied van de heer (vaak in de herfst en winter).
- Een aantal vaste dagen hout oogsten in de bossen van de heer (vaak in de herfst).
- Een aantal dagen per jaar met eigen paard en kar geoogste producten (graan, hout etc.) vervoeren naar de koper.
- De heer begeleiden als soldaat tijdens veldslagen (heervaart).

## Herendiensten in de koloniën
In de koloniën, zoals Nederlands-Indië, werd de bevolking door de Europese bezetter gedwongen tot herendiensten (meestal persoonlijke diensten genoemd) om wegen te onderhouden en exportgewassen te verbouwen. Deze diensten kwamen vaak boven op de herendiensten die de boeren al voor de lokale heersers moesten verrichten. Met name tijdens het cultuurstelsel leidde dit tot een grote druk op de bevolking, waar vooral Multatuli tegen heeft geprotesteerd.